# Уилсон, Чандра
Чандра Уилсон (англ. Chandra Wilson; род. 27 августа 1969) — американская актриса, режиссёр и продюсер, наиболее известная по роли доктора Миранды Бейли в длительном сериале ABC «Анатомия страсти», за которую она выиграла премию Гильдии киноактёров США за лучшую женскую роль в драматическом сериале в 2007 году, а также четырежды номинировалась на «Эмми».

## Биография
Чандра Уилсон родилась в Хьюстоне, штат Техас. Она начала свою театральную карьеру в возрасте пяти лет в местном театре. Она закончила Нью-Йоркский университет со степенью бакалавра. После она поступила в Институт театра и кино Ли Страсберга, после четырёх лет участия в котором начала свою карьеру на Нью-Йоркской сцене.
Уилсон дебютировала на телевидении в 1989 году в эпизоде ситкома «Шоу Косби». Уилсон, в основном, работала на театральной сцене, и в 1991 году выиграла премию «Театральный мир» за свою роль в пьесе «Хорошие времена убивают»..
На большом экране Чандра Уилсон дебютировала с роли в фильме 1993 года «Филадельфия», а после появилась в картинах «Бешеный пёс и Глория», «Звезда шерифа», «Freeвольная жизнь» и «Фрэнки и Элис». На телевидении она появилась в сериалах «Закон и порядок», «Секс в большом городе», «Закон и порядок: Специальный корпус» и «Клан Сопрано», а также имела регулярную роль в недолго просуществовавшем ситкоме «Боб Паттерсон» в 2001 году.
В 2005 году Шонда Раймс взяла Уилсон на роль доктора Миранды Бейли в телесериале «Анатомия страсти». Хотя первоначально персонаж задумывался как высокая и белая блондинка, когда Уилсон пришла на пробы, Шонде Раймс настолько понравилась актриса, что она решила изменить персонажа для актрисы. Сериал внезапно оказался весьма успешным и в итоге стал одним из самых обсуждаемых и рейтинговых телепроектов десятилетия. За эту роль, Уилсон выиграла премию Гильдии киноактёров США за лучшую женскую роль в драматическом сериале и Премию Гильдии киноактёров США за лучший актёрский состав в драматическом сериале в 2006 и 2007 годах, а также четыре года подряд номинировалась на «Эмми» за лучшую женскую роль второго плана в драматическом телесериале. В 2008 году она получила премию «Выбор народа». Также актриса повторила свою роль в спин-оффе сериала — «Частная практика» в 2009 году.
В 2008 году Уилсон сыграла свою первую в карьере главную роль, в телефильме «Случайная дружба», о бездомной женщине, чья жизнь меняется после встречи с полицейским. Эта роль принесла ей номинацию на премию «Эмми» за лучшую женскую роль в мини-сериале или фильме в 2009 году. В начале 2014 года, Уилсон, являющаяся давним поклонником с тридцатипятилетнем стажем дневной мыльной оперы ABC «Главный госпиталь», решила появиться в шоу. Уилсон давно хотела сняться в мыльной опере, производство которой проходит в соседнем павильоне с «Анатомией страсти», и в декабре 2013 года попросила исполнительного продюсера шоу создать для неё персонажа.

## Личная жизнь
Актриса в браке около тридцати лет, у неё трое детей, дочери Селена (1992), Джой (1998) и сын Майкл, родившийся 31 октября 2005 года.

## Фильмография

### Фильмы
| Год  | Название на русском  | Название на английском | Роль               | Примечания |
| ---- | -------------------- | ---------------------- | ------------------ | --- |
| 1993 | Филадельфия          | Philadelphia           | Чандра             | |
| 1993 | Бешеный пёс и Глория | Mad Dog and Glory      | Член группы        | |
| 1996 | Звезда шерифа        | Lone Star              | Афина Джонсон      | |
| 2003 | Глава государства    | Head of State          | Джейми             | |
| 2005 | Freeвольная жизнь    | Strangers with Candy   | Заключенная        | |
| 2008 | Одинокая женщина     | A Single Woman         | Коретта Скотт Кинг | |
| 2008 | Случайная дружба     | Accidental Friendship  | Ивонн Колдуэлл     | Телефильм Prism Awards за лучшую женскую роль в мини-сериале или фильме Номинация — Премия «Эмми» за лучшую женскую роль в мини-сериале или фильме Номинация — NAACP Image Award за лучшую женскую роль в мини-сериале или фильме |
| 2010 | Фрэнки и Элис        | Frankie and Alice      | Максин Мердок      | |
| 2014 | Приглушенный         | Muted                  | Лина Гладуэлл      | Короткометражный фильм |

### Телевидение
| Год                | Название на русском                 | Название на английском            | Роль                    | Примечания |
| ------------------ | ----------------------------------- | --------------------------------- | ----------------------- | --- |
| 1989               | Шоу Косби                           | The Cosby Show                    | Дина                    | 1 эпизод |
| 1992               | Закон и порядок                     | Law & Order                       | Серена Прайс            | 1 эпизод |
| 1992               |                                     | CBS Schoolbreak Special           | Глория                  | 1 эпизод |
| 2000               | Косби                               | Cosby                             | Чандра                  | 1 эпизод |
| 2001               | Третья смена                        | Third Watch                       | Волонтер                | 1 эпизод |
| 2001               | Центральная улица, 100              | 100 Centre Street                 | Представитель обвинения | 1 эпизод |
| 2001               | Боб Паттерсон                       | Bob Patterson                     | Клаудия                 | Регулярная роль, 10 эпизодов |
| 2002               | Секс в большом городе               | Sex and the City                  | Офицер полиции          | 1 эпизод |
| 2003               | Верхний Куиннс                      | Queens Supreme                    | Долорес                 | 1 эпизод |
| 2003               | Закон и порядок: Специальный корпус | Law & Order: Special Victims Unit | Медсестра Дженкинс      | 1 эпизод |
| 2004               | Клан Сопрано                        | The Sopranos                      | Эвелин Гринвуд          | 1 эпизод |
| 2003               | Закон и порядок: Специальный корпус | Law & Order: Special Victims Unit | Рэйчел Сораннис         | 1 эпизод |
| 2005 — наст. время | Анатомия страсти                    | Grey’s Anatomy                    | доктор Миранда Бейли    | Регулярная роль Премия Гильдии киноактёров США за лучшую женскую роль в драматическом сериале (2006) Премия Гильдии киноактёров США за лучший актёрский состав в драматическом сериале (2007) NAACP Image Award за лучшую женскую роль второго плана в драматическом телесериале (2007—2008) NAACP Image Award за лучшую женскую роль в драматическом телесериале (2009) NAACP Image Award за лучшую режиссуру в драматическом телесериале (2010) Премия «Спутник» за лучший актёрский состав в драматическом сериале (2007) People’s Choice Award — любимый похититель сцен (2008) Номинация — Премия «Эмми» за лучшую женскую роль второго плана в драматическом телесериале (2006—2009) Номинация — Премия «Спутник» за лучшую женскую роль второго плана — мини-сериал, телесериал или телефильм (2007—2008) Номинация — NAACP Image Award за лучшую женскую роль в драматическом телесериале (2010—2015) |
| 2009               | Частная практика                    | Private Practice                  | доктор Миранда Бейли    | 2 эпизода |
| 2014               | Главный госпиталь                   | General Hospital                  | Тина Истрада            | |
| 2018               | Пожарная часть 19                   | Station 19                        | доктор Миранда Бейли    | 1 эпизод |

## Работы в театре
Бродвей
- 1998 On The Town
- 2003 Avenue Q
- 2004 Caroline, or Change
- 2009 Чикаго

Другие работы
- The Good Times are Killing Me
- The Miracle Worker
- Paper Moon: the Musical
- The Family of Mann
- Believing
- Little Shop of Horrors